# Monte (San Saturnino)
Monte o Santa Mariña de Monte (llamada oficialmente Santa Mariña do Monte) es una parroquia española del municipio de San Saturnino, en la provincia de La Coruña, Galicia.

## Entidades de población
Entidades de población que forman parte de la parroquia:
- A Gándara
- Ardariz
- Arnadelo
- A Vella Morta
- Cabanela
- Cal (O Cal)
- Calvelas
- Candail
- Castiñeira (A Castiñeira)
- Castrelo
- Colado
- Corrás (Os Currás)
- Corripa
- Escoitadoira
- Esperanza (A Esperanza)
- Fraga (A Fraga)
- Garita (A Garita)
- Gaspares
- Gulpilleira (Golpilleira)
- Lobeira
- Moimentos
- Pena (A Pena)
- Pereira (A Pereira)
- Saavanda (Sabanda)
- Vilachá
- Vilar (O Vilar)
- Vilares

## Despoblado
- Tineo

## Demografía
| Gráfica de evolución demográfica de Monte entre 2000 y 2019 |
|                                                             |
| Datos según el nomenclátor publicado por el INE.            |